# Physalospora prasiolae
Physalospora prasiolae är en lavart som beskrevs av Har. 1887. Physalospora prasiolae ingår i släktet Physalospora och familjen Hyponectriaceae.   Inga underarter finns listade i Catalogue of Life.